# Línea 21 (Media Distancia)
La línea 21 de Media Distancia hace el trayecto desde Valladolid hasta Burgos. La línea 21 pasa por importantes nudos ferroviarios como Venta de Baños, que es un punto estratégico en la red ferroviaria del norte de España, ya que conecta con líneas hacia Palencia, León, Santander y Madrid. Esta interconexión convierte a Venta de Baños en una parada clave tanto para el tráfico regional como nacional. Es un tramo concurrido solo por trenes de Media Distancia y forma parte de las líneas convencionales. Esta línea empieza y acaba en Castilla y León y no se extiende más allá de esta comunidad autónoma.

## Paradas y estaciones
| 21 | MD | 449 | Valladolid - Burgos - Vitoria | Valladolid-Campo Grande · Valladolid-Universidad · Cabezón de Pisuerga · Corcos-Aguilarejo · Cubillas de Santa Marta · Dueñas · Venta de Baños · Palencia · Magaz · Quintana del Puente · Villaquirán · Burgos-Rosa Manzano · Briviesca · Pancorbo · Miranda de Ebro · La Puebla de Arganzón · Nanclares · Vitoria |

- Datos: Q85873631